# Артаферн II
Артаферн — персидский военачальник, сын сатрапа Лидии Артаферна. Племянник Дария I.

## Биография
Артаферн участвовал в нескольких военных кампаниях империи Ахеменидов. После неудачного похода в Элладу Мардония в 492 году до н. э. был назначен вместе с Датисом руководителем нового похода.
Вначале поход складывался удачно. Датис и Артафрен завоевали Наксос и ряд других островов, сожгли город Эретрию и высадились у Марафона. Для персов битва при Марафоне завершилась полным поражением.
После возвращения в Азию Артафрен сохранил своё влияние. Во время похода Ксеркса I в Грецию, через 10 лет после Марафонской битвы, руководил лидийцами и мисийцами.